# École Danrin
 (janvier 2025).
Si vous disposez d'ouvrages ou d'articles de référence ou si vous connaissez des sites web de qualité traitant du thème abordé ici, merci de compléter l'article en donnant les références utiles à sa vérifiabilité et en les liant à la section « Notes et références ».
L'école Danrin est une école de poésie haikai fondée au XVIIe siècle par le poète Nishiyama Sōin. Littéralement, le nom signifie « Forêt bavarde ». Elle visait à s'éloigner de la gravité « livresque » commune dans la poésie japonaise de l'époque et à entrer plus en contact avec les gens du commun et donc à infuser un plus grand esprit de liberté dans les poèmes de ses tenants. L'école Danrin favorise l'usage de la langue simple, sur des sujets quotidiens et ce avec humour. Ses membres cherchent dans la vie quotidienne des gens des sources d'enjouement  mais ils sont souvent accusés de n'aboutir qu'à de simples frivolités. Le renommé poète Matsuo Bashō fait partie un temps de l'école Danrin avant de s'en éloigner par la suite.